# Heinz Brandt
Heinz Brandt (11 de marzo de 1907-21 de julio de 1944) fue un jinete alemán que compitió en la modalidad de salto ecuestre. Participó en los Juegos Olímpicos de Berlín 1936, obteniendo una medalla de oro en la prueba por equipos.
Es más conocido por haber salvado sin saberlo la vida de Adolf Hitler en el atentado del 20 de julio de 1944, al mover el maletín que contenía la bomba depositada por el coronel Von Stauffenberg. Al igual que los generales Schmundt y Korten, Brandt murió a causa de sus heridas poco después del ataque. Oberst desde mayo de 1943, ascendido póstumamente al rango de Generalmajor.

## Palmarés internacional
| Juegos Olímpicos | Juegos Olímpicos  | Juegos Olímpicos | Juegos Olímpicos |
| Año              | Lugar             | Medalla          | Categoría        |
| ---------------- | ----------------- | ---------------- | ---------------- |
| 1936             | Berlín (Alemania) | Medalla de oro   | Por equipos      |